# 1990年麦加朝觐踩踏事故
1990年麥加朝覲踩踏事故，是一场发生在沙特阿拉伯麦加朝觐时发生的踩踏事故。事故发生在米纳一个隧道附近，共造成1426人死亡。